# 四念住
四念住，又譯作四念處、四念止、四意止，為《阿含經》修行方法次第，也是毘婆舍那的修行方法。指從「身」、「受」、「心」、「法」四個面向，建立持續及穩固的覺知。也就是觀察當下的身體、感受，心識，乃至於五蓋、五蘊、十二處、七覺支、四諦等法，明瞭其實質為無常、苦、空及無我，斷除貪瞋痴煩惱，從苦解脫。
佛教認為不管是要成為佛、辟支佛、阿羅漢都必須修四念處等三十七道品，如實覺知五蘊的剎那生滅及無常、苦、空、無我，精進學習累積智慧，才能正道證悟四果、涅槃、斷除煩惱，脫離輪迴。不能如實修四念處等三十七道品，則無法證悟四果、涅槃、不能斷除煩惱，不能脫離輪迴。

## 音義
有兩種解讀：，念之出發點，念之基礎，即念處；，念之現起，念之建立，即念住；傳統南傳論師多傾向前者，當代的菩提比丘等則傾向後者。
念即是八正道中正念和七覺支中的念覺支等的那個念；念能遍行，如守門者一樣，防護一切，捨不善法，修習善法。

## 简介
在部派佛教的經藏中，四念住，是一乘道、善法聚和一切法，身、受、心和法，分别以食、触、名色和憶念为所缘；修習三妙行和安那般那念能令四念住滿足，修習四念住能令七覺支滿足。
說一切有部修行者于五停心後修行四念住。依五停心安止修行者之乱心，即是奢摩他，依四念住開發修行者之观慧，即是毗婆舍那。按《大毗婆沙論》，以「勝解作意」令所取相明了現前，稱為「念住加行」（念處方便），不淨觀、持息念、界分別皆是。以外所取相，置於內身，依自相、共相之「真實作意」而觀察者，乃名入「根本念住」（根本念處）。並認為契經說持息念、不淨觀通四念住，是指能引發四念住而作此說。
说一切有部把四念住，分“别相念住位”和“总相念住位”，是三賢位中的後二位。别相念住位（别相念處）是按身、受、心、法分别觀察，依其自相觀察，称“自相别观”：身自相是四大種及所造色，受自相，即三種受，心自相是六識，法自相是五蘊、十二處、十八界，別相法念處是觀察前三念處以外的法，即：想、行、無為法各各法的自相；依照共相觀察，称“共相别观”，四共相是：非常、苦、空、非我。於身、受、心、法，或觀二境、三境之合緣，或總觀四境之合緣，稱為雜緣（舊譯：相雜、壞緣），唯法念住通於雜緣。於雜緣法念住（相雜法念處、壞緣法念處）修四行相，所謂非常、苦、空、非我，為總相念住位（總相念處）。總相念住純熟後，則是觀察四谛十六行相，入「順決擇分」煖、頂、忍、世第一法。
四念处是佛教根本的修行方法之一，根据佛教的說法，修行四念处乃至修行四念处其中一个念处，可断三结、乃至断五上分结，从而证得初果乃至阿罗汉果（见《大念处经》等经典），可以疗愈疾病（见马哈希尊者著的《法的医疗》），可對治淨樂常我四顛倒。即便未能當生证果，也能积累未来世的解脱因，积累了波羅蜜，也将会导向解脱。
如烦恼心太重、修行多障碍者，可修行四護衛禪、六念法、布施、持戒、誦護衛偈等方法作為正行前的加行，协助修行。
現代四念处修行的相关书籍，如馬哈希尊者著的《毗婆舍那讲记》、《内观要义》；慈濟瓦禪師著的《四念处内观智慧禅法》；班迪达尊者的《就在今生》；隆波帕默尊者的《唯一道》；帕奥禅师著的《正念之道》等。

## 内容
四念住最完整的闡釋，經藏中有《長部·大念住經》和《中阿含經·念處經》，論藏中有說一切有部《法蘊論·念住品》和法藏部《舍利弗阿毘曇論·非問分·念處品》。下面介紹以南傳《大念住經》為主幹。

### 身念住
第一念住为身念住，以身体為所緣，觀察思惟。其下为六种修行方式：入出息、正息、正知、厌恶作意、界作意、九墓地，以此修行逐渐达到无所依而住，不会对世间事物有所执著。
- 入出息：观察自己的呼吸。其中分为四个阶段：入出息、长短息、全息、微息[27]。
- 威仪路：如实了知行、住、坐、卧四种威仪[28]。
- 正知：在一切行为中保持四种正知：有益、适宜、行处、无痴[29]。
- 厌恶作意：思惟身体三十一个组成部分的影像[30]，以克服對身體的貪愛[31]。
- 界作意：指四界分别，为观察身体内的地、水、火、风四大種[32]。
  - 地：地界的特性是硬、軟、涩、滑、重、輕。
  - 水：水界的特性是流動、黏結。
  - 火：火界的特性是熱、冷。
  - 風：風界的特性是支持、推動。
- 九墓地：是指人死后的各种肉体败坏的色相：膨胀青瘀脓烂相、食残相、断坏相、血涂相、筋腱连骨相、散乱相、白骨相、陈年白骨相、骨粉相[33]。

有时候会把九墓地分为九种不同的身随观业处，和其他五项合为十四种身随观业处。入出息念、厌恶作意此两种为安止业处，修习入出息念可以达到第四禅，修习厌恶作意可以达到初禅。其余十二种为近行业处，只能达到近行定。

### 受念住
第二念住为受念住。佛陀指导观察九种受念：乐受、苦受、不苦不乐受(捨受)、有物染的乐受、无物染的乐受、有物染的苦受、无物染的苦受、有物染的不苦不乐受(捨受)、无物染的不苦不乐受(捨受)。
观察感受，感受就是苦乐的感觉，快乐从痛苦的因缘而生出，又生出新的苦乐，世间并无实在的快乐，所以观受为苦。

### 心念住
第三念住为心念住，佛陀指导观察十六种心：有贪心、离贪心、有瞋心、离瞋心、有痴心、离痴心、昏昧心、散乱心、广大心、不广大心、有上心、无上心、得定心、无定心、解脱心、未解脱心。
《瑜伽師地論·本地分·聲聞地》解說心念住中的心為二十種：貪，離貪，有瞋，離瞋，有癡，離癡，略，散，下，舉，掉，不掉，寂靜，不寂靜，定，不定，善修，不善修，善解脫，不善解脫。
修心念處必須覺知心的剎那生滅、無常、苦、空、無我。

### 法念住
第四念住为法念住，說一切有部的要項為三：五蓋、內六處和七覺支，南傳上座部的要項為五：五蓋、五取蕴、六內外處、七覺支、四聖諦。
- 五盖，即修习禅定的五种障碍：欲贪[43]、瞋恚[44]、昏沉与睡眠[45]、掉举和追悔[46]、疑[47]。[48][49]
- 五取蕴，即五蕴，色、受、想、行、识(色為物質，其他四者為心靈)[50]。
- 六內外處(十二處)，即六内处与六外处，眼、耳、鼻、舌、身、意、色、声、香、味、触、法[51]。
- 七觉支，即七种觉悟因素：念、择法、精进、喜、轻安、定、捨[52]；
- 四聖谛：即苦、集、滅、道[53]。

不斷覺知五盖、五取蕴、六內外處、七觉支的剎那生滅、無常、苦、空、無我後，最終會證悟四聖諦。
四念处为佛教重要的修行解脱方法，修行此道，能够达到清淨有情，并超越愁、悲，消除苦和忧，并能得道验证涅槃。